# Géo Lefèvre
Géo Lefèvre (Paris, 12 de fevereiro de1887 – 27 de julho de 1961) foi um jornalista francês, idealizador da competição de ciclismo Tour de France.
Trabalhava para o jornal esportivo L'Auto, que o foi o antecessor do jornal esportivo diário l'Équipe.
É atribuido a ele também, a criação da competição cyclo-cross.

## História da prova
A ideia da prova tinha como principal objetivo o aumento da circulação do jornal.
Na primeira edição do Tour de France, Géo Lefevre combinava as funções de jornalista, diretor de prova, juiz, cronometrista e juiz de chegada. Ele viajou entre as cidades por trem. Por causa de atrasos, não conseguiu acompanhar a chegada dos primeiros ciclistas, na etapa de Lyon.